# Denílson Martins Nascimento
Denílson Martins Nascimento, meglio noto solo come Denílson (Salvador, 4 settembre 1976), è un ex calciatore brasiliano, di ruolo attaccante.

## Carriera
Cresce nelle giovanili del Camaçari, nel 1996 si trasferisce al Feyenoord.
Nel 1997-1998 vince la Coupe de France 1997-1998 con la maglia del PSG.
Con la maglia del Pohang Steelers ha vinto l'edizione 2009 della AFC Champions League, competizione in cui ha segnato sette reti.
Nella stessa annata ha disputato il Mondiale per club, competizione in cui ha segnato quattro reti, grazie ai quali è tuttora il miglior marcatore della storia della competizione in una singola edizione: due nel quarto di finale vinto contro il TP Mazembe; una nella semifinale persa contro l'Estudiantes; ed un'altra nella finale per il terzo posto vinta contro l'Atlante. Il Pohang Steelers ha ottenuto il terzo posto e Denílson è risultato capocannoniere del torneo.
Nella semifinale persa contro l'Estudiantes, Denílson ha giocato gli ultimi quindici minuti in porta, causa l'espulsione del portiere Hwa-Yong.
Nel gennaio 2010 si è trasferito nel campionato uzbeko, nel Bunyodkor, ricco club che spesso ha acquistato famosi calciatori brasiliani, come Rivaldo.

## Palmarès

### Club

#### Competizioni nazionali
- Coppa di Francia: 1

PSG: 1997-1998
- UAE Second Division: 1

Dubai Club: 2003-2004
- Coppa di Corea: 1

Pohang Steelers: 2009
- Campionato uzbeko: 1

Bunyodkor: 2010
- Coppa dell'Uzbekistan: 1

Bunyodkor: 2010

#### Competizioni internazionali
- AFC Champions League: 1

Pohang Steelers: 2009

### Individuale
- Capocannoniere della Coppa del mondo per club: 1

2009 (4 gol)